# Justin Cage
Justin Cage (San Antonio, Texas, 26 de junio de 1985) es un jugador de baloncesto estadonundense que pertenece a la plantilla del Belfius Mons-Hainaut de la Ligue Ethias, la primera división del baloncesto belga. Con 1,98 metros de estatura, juega en la posición de alero.

## Trayectoria deportiva

### Universidad
Jugó cuatro temporadas con los Musketeers de la Universidad Xavier, en las que promedió 9,0 puntos, 4,9 rebotes y 1,4 asistencias por partido. En 2005 fue incluido en el tercer mejor quinteto de la Atlantic 10 Conference, mientras que en sus últimas temporadas apareció en el mejor quinteto defensivo de la conferencia. Sin embargo, su mayor galardón fue el conseguido en 2006 aj jugador con la mejor actuación en el Torneo de la A-10, en el que lideró a su equipo con 14,3 puntos por partido, con un porcentaje de acierto en tiros de campo del 72,4% (21 de 29).

### Profesional
Tras no ser elegido en el Draft de la NBA de 2007, disputó las Ligas de Verano de la NBA con los Chicago Bulls, equipo con el que firmó contrato en el mes de septiembre, siendo cortado dos semanas más tarde, antes del comienzo de la temporada. Fue posteriormente adquirido por los Fort Wayne Mad Ants de la NBA D-League, quienes lo despidieron en noviembre sn llegar a debutar, firmando en diciembre por los Colorado 14ers, con los que acabó la temporada promediando 12,0 puntos y 5,9 rebotes por partido.
En 2008 fichó por el Liège Basket de la liga belga, donde jugó una temporada en la que promedió 14,3 puntos y 4,3 rebotes por partido. Al año siguiente se quedó en Bélgica, fichando por el Belfius Mons-Hainaut, equipo con el que lleva ocho temporadas en 2017.